# Chlorodiella xishaensis
Chlorodiella xishaensis is een krabbensoort uit de familie van de Xanthidae. De wetenschappelijke naam van de soort is voor het eerst geldig gepubliceerd in 1978 door Chen & Lan.